# FC Teutonia Netzschkau
Der FC Teutonia Netzschkau ist ein deutscher Sportverein mit Sitz in der sächsischen Stadt Netzschkau im Vogtlandkreis.

## Geschichte

### Gründung bis zum Ende des Zweiten Weltkriegs
Der Verein wurde am 14. Juni 1911 im Gasthaus Heiterer Blick als FC Netzschkau gegründet. Im Juli 1912 erfolgte dann die Auflösung sowie die gleichzeitige Neugründung mit allen Mitgliedern als FC Teutonia Netzschkau. Am 30. Mai 1920 wurde dann der Rasenplatz eingeweiht. Die Saison 1922/23 wird am Ende mit dem Titel des Bezirksmeisters gefeiert. Am 7. April 1923 folgte dann die Vereinigung mit der Skivereinigung. Aufgrund der mittlerweile zahlreichen Abteilungen, folgte auch die Umbenennung in SV Teutonia Netzschkau.
Ab der Saison 1924/25 durfte die Mannschaft dann an der Mitteldeutschen Fußballmeisterschaft innerhalb des Gau Göltzschtal teilnehmen. In der ersten Saison hier konnte mit 9:11 Punkten der vierte Platz belegte werden. Im April 1924 wurde zudem der Beschluss zum Bau eines Vereinsheimes getätigt. Die erste Versammlung dort, folgte bereits am 2. August desselben Jahres. Nach der Saison 1928/29 wurde die Mannschaft sogar erstmals Pokalsieger ihres Gaues. Nach der Saison 1929/30 wurde das Gau Göltzschtal dann in das Gau Vogtland integriert. Von nun an, spielte der Verein in der Staffel Göltzschtal. Nach der Saison 1932/33 wurde der Verein dann in das neue Gau Sachsen eingegliedert. Eine große Rolle darin sollte der Verein dann erst einmal nicht mehr spielen. Im Jahr 1935 folgte dann noch der Umzug zum Sportplatz Siedlungsstraße.
In der Saison 1943/44 wurde der Verein mit 32:0 Punkten Meister der 1. Kreisklasse Plauen. Damit durfte die Mannschaft an den Aufstiegsspielen zur Gauliga Sachsen teilnehmen. Jedoch konnte am Ende der Aufstieg nicht geschafft werden. In einer KSG mit Spielen aus benachbarten Orten Reichenbach, Treuen und Limbach. Spielte die Mannschaft dann trotzdem noch in der Saison 1944/45 in der damals höchsten deutschen Liga.

### Nachkriegs- und DDR-Zeit
Im Jahr 1946 gab es dann in Form der ZSG Netzschkau und der SG Netzschkau, jeweils neu gegründete Vereine, welche den früheren Sportplatz nutzten. Mit Stahl Netzschkau gab es darauf dann einen Nachfolger, für eben diese Vereine. Dieser stieg 1952 in die Bezirksklasse auf und wurde mit der B-Jugend Sachsenmeister. Ebenfalls 1952 erfolgte dann noch die Gründung der BSG Fortschritt Netzschkau, welche den Sportplatz Turnerbund nutzte. Daneben gab es mit Emperor Netzschkau und Rotation Schwarzhammermühle noch weitere Vereine, die auf dem Delicata Sportplatz spielten. Außerdem erfolgte 1952 dann noch die Gründung der BSG Motor Netzschkau. 1963 erfolgte dann noch die Umbenennung in SG Motor Nema Netzschkau, um die wirtschaftliche Unterstützung durch den Betrieb besser sichtbar zu machen. Eine weitere Namensänderung erfolgte dann noch einmal 1974 in BSG Nema Netschkau. Bis 1990 kamen spielerisch jedoch nur ein paar Kreismeistertitel zu Stande. Die sportliche Zugehörigkeit beschränkte sich auf die Bezirksklasse.

### Nach der deutschen Einheit
Im Jahr 1991 vereinigte sich dann die BSG Motor Nema Netzschkau mit dem aus der BSG Fortschritt hervorgegangenem SV 1990 Netzschkau zum TSV Nema Netzschkau. Zwar blieb der Name des Hauptsponsors im Vereinsnamen enthalten, der Sponsor hörte aber im Jahr der Fusion ebenfalls auf zu existieren. Bis 1997 erfolgte dann der Bau einer neuen Sporthalle mit drei Feldern auf dem Sportplatzgelände. Im Jahr wurde die C-Jugend Kreismeister und es nahm erstmals eine Frauen-Mannschaft am Spielbetrieb teil. Weiter wurde im darauffolgenden Jahr die B- und E-Jugend ebenfalls Kreismeister. Zudem kam noch die Erneuerung der Flutlichtanlage des Ausweichplatzes dazu. Darauf folgten in den weiteren Jahren noch weitere bauliche Maßnahmen in der Erweiterung des Geländes wie auch der Renovierung dessen. Im Jahr 2007 konnte die Mannschaft dann den Aufstieg in die Kreisliga A feiern. Die Frauen-Mannschaft konnte zudem 2010 dann noch lokalen Pokal gewinnen.

### Ausgründung als eigenständige Abteilung
Im Jahr 2015 erfolgte dann die Ausgründung der bisherigen Fußball-Abteilung in den neuen Verein FC Teutonia Netzschkau. Dieser übernahm das Spielrecht aller Mannschaften sowie die Mitglieder vom vorherigen TSV. Die erste Saison in der Kreisliga A als eigenständiger Verein war somit die Spielzeit 2016/17. Am Ende dieser Stand der Verein mit 37 Punkten auf dem achten Platz. Bereits aber nach der Saison 2017/18 musste die Mannschaft mit nur 12 Punkten über den letzten Platz, den Abstieg in die Kreisliga B antreten. Die Saison 2018/19 konnte dann ein weiteres Mal auf dem achten Platz, diesmal mit 27 Punkten abgeschlossen werden. Somit spielt der Verein auch noch in der aktuellen Saison in derselben Liga.

## Ehemalige Spieler
- Hartmut Rentzsch (Jugend)